# دولت موقت اسرائیل
دولت موقت اسرائیل (عبری: הַמֶמְשָׁלָה הַזְמַנִּית‎، نویسه گردانی HaMemshela HaZmanit)، کابینه موقت حاکم بر جامعه یهودیان در فلسطین و بعد از آن دولت تازه تأسیس اسراییل، تا زمان تشکیل اولین دوره کنست در سال ۱۹۴۹ بود.
با پایان یافتن دوره قیومیت بریتانیا بر فلسطین در ۱۵ مه ۱۹۴۸، هیئت حاکم بر جامعه یهودیان، شورای ملی یهود (JNC)، در دوم مارس ۱۹۴۸ کار در مورد تشکیل یک دولت موقت یهودی را آغاز کرد. در تاریخ ۱۲ آوریل ۱۹۴۸، این تشکیل نهاد مدیریت مردم (عبری: מנהלת העם‎، نویسه گردانی Minhelet HaAm) را اعلام کرد. همه اعضای دولت موقت از شورای مردم (Moetzet HaAm) وارد دولت موقت شدند. ساختار شورای ملی یهود نیز به عنوان پایه‌ای برای وزارت داخله عمل می‌کرد.
| اداره مردم (Minhelet HaAm)           | اداره مردم (Minhelet HaAm) | اداره مردم (Minhelet HaAm) | اداره مردم (Minhelet HaAm) |
| موقعیت                               | شخص                        | حزب                        | حزب                        |
| ------------------------------------ | -------------------------- | -------------------------- | -------------------------- |
| نخست‌وزیر وزیر دفاع                   | دیوید بن گوریون            |                            | ماپایی                     |
| وزیر کشاورزی                         | آهارون تزیسلینگ            |                            | ماپام                      |
| وزیر دارایی                          | الیازر کاپلان              |                            | ماپایی                     |
| وزیر امور خارجه                      | موشه شارت                  |                            | ماپایی                     |
| وزیر بهداشت وزیر مهاجرت              | حییم-موشه شاپیرا           |                            | هاپوئل هامیزراچی           |
| وزیر امور داخلی                      | اسحاق گروئنباوم            |                            | مستقل                      |
| وزیر دادگستری                        | پینچاس روزن                |                            | حزب آلیاه جدید / حزب پیشرو |
| وزیر کار و ساختمان                   | مردخای بنتوف               |                            | ماپام                      |
| وزیر پلیس وزیر امور اقلیتهای اسرائیل | بچور شالوم شیتریت          |                            | انجمن‌های سفاردیم و شرقی    |
| وزیر ادیان                           | یهودا لیب میمون            |                            | میزراخی                    |
| وزیر تجارت و صنایع                   | پرتز برنشتاین              |                            | صهیونیست‌های عمومی          |
| وزیر حمل و نقل                       | دیوید ریمز                 |                            | ماپایی                     |
| وزیر قربانیان جنگ                    | یهودا لیب میمون            |                            | میزراخی                    |
| وزیر رفاه                            | ییتزاک-مئیر لوین           |                            | آگودات یسرائیل             |

در روز ۱۲ مه، شورای مردم تصمیم گرفت که در مورد اعلامیه استقلال اسرائیل به بحث بپردازد. سه نفر از سیزده عضو در جلسه حضور نداشتند، یهودا لیب میمون و ییتزاک گروئنباوم در اورشلیم بودند و امکان حضور در جلسه را نداشتند، ییتزاک-میر لوین هم در آمریکا به سر می‌برد. جلسه در ساعت ۱:۴۵ بعد از ظهر آغاز شد و پس از نیمه شب به پایان رسید. این تصمیم بین پذیرش پیشنهاد آمریکا برای آتش‌بس یا اعلام استقلال بود. تصمیم در مورد اعلام استقلال قرار شد با رای‌گیری صورت بپذیرد.
در ۱۴ مه، اسرائیل استقلال خود را اعلام کرد و مدیریت مردم به دولت موقت تبدیل شد، در حالی که شورای مردم به عنوان شورای موقت دولت فعالیت خود را آغاز کرد. دولت موقت بلافاصله توسط آمریکا به‌صورت دفاکتو به عنوان دولت اسرائیل شناخته شد و به دنبال آن ایران (که به طرح تقسیم سازمان ملل رای مخالف داده بود) به همراه گواتمالا، ایسلند، نیکاراگوئه، رومانی و اروگوئه نیز اسرائیل را به رسمیت شناختند. اتحاد شوروی در ۱۷ مه ۱۹۴۸ به صورت دوژور و پس از آن لهستان، چکسلواکی، یوگسلاوی، ایرلند و آفریقای جنوبی اسرائیل را به رسمیت شناختند. ایالات متحده به رسمیت شناختن قانونی اسراییل را تا اولین انتخابات اسرائیل در ۳۱ ژانویه ۱۹۴۹ به تعویق انداخت.